# Waterdijk
Waterdijk was een gemeente en heerlijkheid gelegen in het Meetjesland tussen de dorpen Watervliet en Boekhoute. Thans is het grondgebied van Waterdijk verdeeld tussen de Belgische gemeente Assenede en de Nederlandse gemeente Terneuzen.

## Geschiedenis

### Stichting
De heerlijkheid Waterdijk werd in december 1504 gesticht op de gronden van de voormalige heerlijkheid Terpiet door Hiëronymus Lauweryn. De heerlijkheid bestond uit drie polders: de door Hiëronymus bedijkte Laurijnepolder en verder ook de oudere Hellepolder en de Sint-Jorispolder. In 1614 werden daar nog de Clarapolder en de Isabellapolder bijgevoegd. Deze polders voegde hij samen tot een achterleen van Watervliet.
Het leengoed werd door Lauweryn geschonken aan zijn dochter Marie, verloofde van Jan van Bergen, natuurlijke zoon van Jan II van Glymes. Hun nageslacht behield het leen tot het einde van de zeventiende eeuw. De laatste erfgenaam, Joachim d'Oppers, erfde de heerlijkheid in 1671, maar overleed kinderloos. Waterdijk werd daarop verkocht aan Jean Jacques van Rivieren, graaf van Aarschot. Toen hij in 1695 overleed werd de rijke Gentenaar Passchier d'Heyne eigenaar van Waterdijk.

### Grensconflicten
De heerlijkheid fungeerde door de eeuwen heen als corridor voor opeenvolgende troepenmachten. Eind zeventiende eeuw, toen de geuzen Terneuzen hadden ingenomen, in 1583 de dijken hadden doorgestoken en van hun bruggenhoofden uit aanvallen uitvoerden, werd te Waterdijk dan ook een fort opgetrokken, dat een onderdeel was van de Staats-Spaanse Linies. Het bolwerk kreeg de toepasselijke naam Laurijnenfort.
In de loop van de Tachtigjarige Oorlog schoof de frontlinie nog wat naar het zuiden op. Na de Vrede van Münster (1648) werd, in 1664, uiteindelijk de definitieve grens tussen de noordelijke en zuidelijke Nederlanden vastgesteld (de huidige Belgisch-Nederlandse grens) en kwam Waterdijk dus onder twee staten te vallen. Dit zorgde voor heel wat problemen in de administratie en het bestuur van de heerlijkheid. Op de Ferrariskaart uit de jaren 1770 wordt een gehucht aangeduid met de naam Waeterdyck.

### Gemeente
Op 1 oktober 1795 (9 vendemaire IV) werden de voormalige Oostenrijkse Nederlanden officieel ingelijfd door de Eerste Franse Republiek. Waterdijk werd een afzonderlijke gemeente in het kanton Assenede. Na de val van Napoleon verordende de soeverein-generaal van België op 19 oktober 1814 dat de oude landsgrenzen van de Oostenrijkse periode moesten hersteld worden. De gemeente werd opgeheven en het grondgebied werd opgesplitst. Het noordelijk deel werd bij Philippine (later Nederland) en het zuidelijk deel werd bij Boekhoute (nu België) gevoegd.